# Ферстрэтен, Йорре
Йорре Ферстрэтен (нидерл. Jorre Verstraeten; род. 4 декабря 1997, Лёвен, Фламандский регион) — бельгийский дзюдоист, призёр чемпионата Европы и Европейских игр 2019 года в весовой категории до 60 кг.

## Биография
Он является серебряным призёром в весе до 50 кг на Европейском юношеском олимпийском фестивале 2013 года в Утрехте и бронзовым призёром в весе до 55 кг на юношеских Олимпийских играх 2014 года в Нанкине. 
На объединённом турнире чемпионат Европы и Европейские игры 2019 года в июне в Минске он стал бронзовым медалистом в весовой категории до 60 кг.
В 2020 году на чемпионате Европы в ноябре в чешской столице, Йорре смог завоевать бронзовую медаль турнира. В четвертьфинале уступил будущему вице-чемпиону Европы россиянину Яго Абуладзе.